# ニッポン全国!ジモトPR隊
『ニッポン全国!ジモトPR隊』（にっぽんぜんこくじもとピーアールたい）は、2023年4月3日から2024年3月29日までフジテレビ系列で月 - 金曜 11:25 - 11:30（日本標準時）に放送されていたミニ番組である。

## 概要
その地にゆかりのある芸能人がこよなく愛する”ジモト”を巡るロケ番組。ロケ中にはいきなり始まるPRタイムが存在し、芸能人がどんなことをPRするのかにも注目。2013年から10年続いた国分太一のおさんぽシリーズの後継番組として2023年4月3日から放送が始まった。当番組は前番組の『国分太一の気ままにさんぽ』とは異なり事前に出演者やPRされる場所は告知されず、当日の放送が始まるまでわからないスタイルを取っていた。
番組開始からTVerやFODによる見逃し配信は行われていない。
2024年春改編で『ノンストップ!』の終了時間が11時半に拡大とローカルセールス枠転換に伴い、本番組は終了するとともに『国分太一のおさんぽジャパン』から11年続いたミニ番組とネットワークセールス枠は幕を下ろすことになる。

## ナレーター
いずれもフジテレビ所属の現職女性アナウンサーが担当していた。
- 山崎夕貴（2023年4月3日 - 同年6月30日）[注 2]
- 新美有加（2023年7月3日 - 同年9月22日、同年10月3日 - 2024年3月29日）
- 杉原千尋（2023年9月25日 - 同年10月2日）

## スタッフ
※プロデューサーやカメラマンなどのスタッフは非公表。
- 制作協力 : 共同テレビジョン
- 制作著作 : フジテレビジョン

## ネット局と放送時間
| 放送対象地域   | 放送局                    | 系列                          | 放送時間（JST）          | ネット状況 |
| -------------- | ------------------------- | ----------------------------- | ------------------------ | ---------- |
| 関東広域圏     | フジテレビ（CX）          | フジテレビ系列                | 平日 11時25分 - 11時30分 | 【制作局】 |
| 北海道         | 北海道文化放送（uhb）     | フジテレビ系列                | 平日 11時25分 - 11時30分 | 同時ネット |
| 岩手県         | 岩手めんこいテレビ（mit） | フジテレビ系列                | 平日 11時25分 - 11時30分 | 同時ネット |
| 宮城県         | 仙台放送（OX）            | フジテレビ系列                | 平日 11時25分 - 11時30分 | 同時ネット |
| 秋田県         | 秋田テレビ（AKT）         | フジテレビ系列                | 平日 11時25分 - 11時30分 | 同時ネット |
| 山形県         | さくらんぼテレビ（SAY）   | フジテレビ系列                | 平日 11時25分 - 11時30分 | 同時ネット |
| 福島県         | 福島テレビ（FTV）         | フジテレビ系列                | 平日 11時25分 - 11時30分 | 同時ネット |
| 長野県         | 長野放送（NBS）           | フジテレビ系列                | 平日 11時25分 - 11時30分 | 同時ネット |
| 新潟県         | NST新潟総合テレビ（NST）  | フジテレビ系列                | 平日 11時25分 - 11時30分 | 同時ネット |
| 静岡県         | テレビ静岡（SUT）         | フジテレビ系列                | 平日 11時25分 - 11時30分 | 同時ネット |
| 富山県         | 富山テレビ（BBT）         | フジテレビ系列                | 平日 11時25分 - 11時30分 | 同時ネット |
| 石川県         | 石川テレビ（ITC）         | フジテレビ系列                | 平日 11時25分 - 11時30分 | 同時ネット |
| 福井県         | 福井テレビ（FTB）         | フジテレビ系列                | 平日 11時25分 - 11時30分 | 同時ネット |
| 中京広域圏     | 東海テレビ（THK）         | フジテレビ系列                | 平日 11時25分 - 11時30分 | 同時ネット |
| 近畿広域圏     | 関西テレビ（KTV）         | フジテレビ系列                | 平日 11時25分 - 11時30分 | 同時ネット |
| 島根県・鳥取県 | さんいん中央テレビ（TSK） | フジテレビ系列                | 平日 11時25分 - 11時30分 | 同時ネット |
| 岡山県・香川県 | 岡山放送（OHK）           | フジテレビ系列                | 平日 11時25分 - 11時30分 | 同時ネット |
| 広島県         | テレビ新広島（tss）       | フジテレビ系列                | 平日 11時25分 - 11時30分 | 同時ネット |
| 愛媛県         | テレビ愛媛（EBC）         | フジテレビ系列                | 平日 11時25分 - 11時30分 | 同時ネット |
| 高知県         | 高知さんさんテレビ（KSS） | フジテレビ系列                | 平日 11時25分 - 11時30分 | 同時ネット |
| 福岡県         | テレビ西日本（TNC）       | フジテレビ系列                | 平日 11時25分 - 11時30分 | 同時ネット |
| 佐賀県         | サガテレビ（STS）         | フジテレビ系列                | 平日 11時25分 - 11時30分 | 同時ネット |
| 長崎県         | テレビ長崎（KTN）         | フジテレビ系列                | 平日 11時25分 - 11時30分 | 同時ネット |
| 熊本県         | テレビくまもと（TKU）     | フジテレビ系列                | 平日 11時25分 - 11時30分 | 同時ネット |
| 鹿児島県       | 鹿児島テレビ（KTS）       | フジテレビ系列                | 平日 11時25分 - 11時30分 | 同時ネット |
| 沖縄県         | 沖縄テレビ（OTV）         | フジテレビ系列                | 平日 11時25分 - 11時30分 | 同時ネット |
| 大分県         | テレビ大分（TOS）         | 日本テレビ系列 フジテレビ系列 | 平日 11時25分 - 11時30分 | 同時ネット |